# Liberazione (film 1930)
Liberazione (Guilty?) è un film del 1930, diretto da George B. Seitz. Dorothy Howell firmò la sceneggiatura tratta da un suo soggetto originale intitolato Black Sheep.

## Trama
Carolyn, dopo che suo padre, il senatore Polk, è finito in carcere per corruzione, viene messa al bando dal gruppo dei suoi amici. Conosce Bob Lee, il figlio del giudice che ha condannato Polk, che si innamora di lei. Quando il senatore viene rilasciato dal carcere, Carolyn e Bob si fidanzano ma Lee, il giudice, non è d'accordo e litiga furiosamente con Polk, minacciando di denunciarlo se Carolyn non rinuncerà a Bob. La giovane accetta ma Polk, in preda al rimorso per essere causa dell'infelicità dalla figlia, si suicida con un insetticida. Tutti però credono a un omicidio del quale viene accusato proprio Bob che aveva comperato l'insetticida per Carolyn. Condannato a morte, Bob viene salvato in extremis da Carolyn che trova il biglietto d'addio di suo padre.

## Produzione
Il film fu prodotto dalla Columbia Pictures Corporation di Harry Cohn.

## Distribuzione
La Columbia Pictures lo distribuì negli Stati Uniti il 3 marzo 1930 con il titolo originale Guilty?. Nel Regno Unito, la distribuzione venne affidata alla Woolf & Freedman Film Service che lo presentò alla stampa il 13 giugno a Londra, facendolo poi uscire in sala il 20 ottobre 1930.
Il copyright del film, richiesto dalla Columbia Pictures Corp., fu registrato il 7 marzo 1930 con il numero LP1134.